# Богумінська печера
Богумінська — печера, що розташована в Абхазії, Гудаутському районі, на Бзибському хребті.
Протяжність 190 м, глибина 110 м, площа 600 м², об'єм 5500 м³, висота входу 2025 м.

## Складнощі проходження печери
Категорія складності 2А.

## Опис печери
Вхід у шахту розташований на дні воронки. Шахта складається із серії колодязів глибиною 35 (з паралельним колодязем), 20, 30, 25 м, закладених по пересічних тріщинах.
Порожнина закладена в нижньокрейдових вапняках. Від входу починається слабкий крапання.

## Історія дослідження
Знайдено і досліджено Кримською спелеоекспедицією за участю чеських спелеологів в 1981 р. (кер. Г. С. Пантюхін).